# Lobelia arnhemiaca
Lobelia arnhemiaca är en klockväxtart som beskrevs av Franz Elfried Wimmer. Lobelia arnhemiaca ingår i släktet lobelior, och familjen klockväxter.
Artens utbredningsområde är Northern Territory, Australien. Inga underarter finns listade i Catalogue of Life.